# 洪智
洪智（1980年7月16日—），湖北武汉人，中国象棋棋手，有洪天王之稱。1996年全国象棋个人赛第15名，成为象棋大师；2005年，洪智获得全国象棋个人赛男子组冠军，晋升象棋特级大师。2010年广州亚运会，洪智代表中国获得男子个人赛的金牌。
洪智曾先后代表吉林、重庆、上海、湖北等多支象棋队伍参赛，故在象棋界有“流浪棋王”之绰号。